# Metropolitankirche der Entschlafung der Gottesmutter

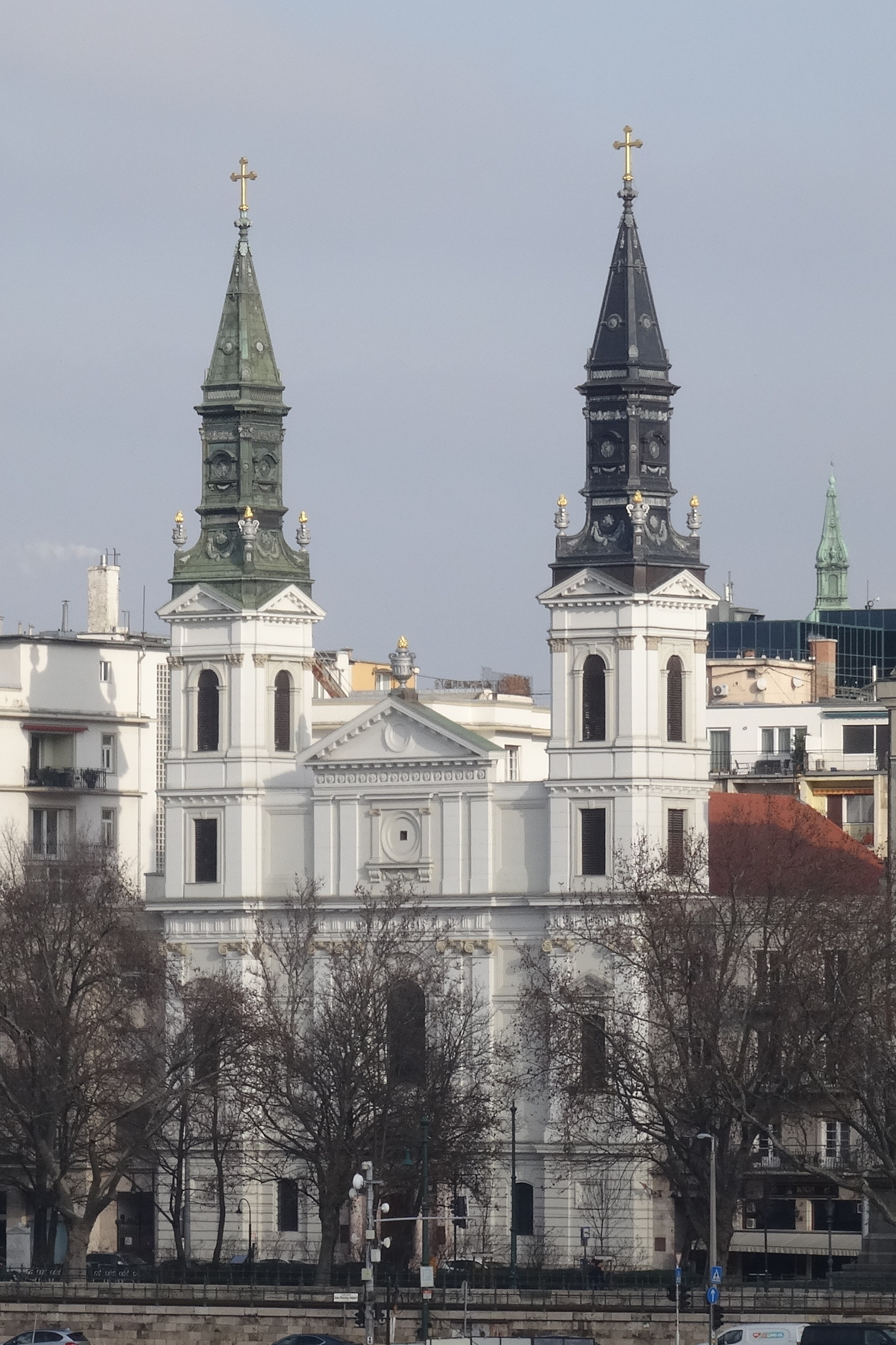
Metropolitankirche Istenszülő elhunyta Nagyboldogasszony (2022)

Die Metropolitankirche der Entschlafung der Gottesmutter (ungarisch Istenszülő elhunyta Nagyboldogasszony-székesegyház) ist eine russisch-orthodoxe Kirche in der ungarischen Hauptstadt Budapest. Sie befindet sich am Petőfi tér 2 im V. Bezirk, am linken Donauufer.

## Geschichte
Die Kirche wurde von den orthodoxen Griechen der Stadt gegründet. Das zweitürmige Gebäude wurde nach Plänen von József Jung in den Jahren von 1791 bis 1801 erbaut. Finanziert wurden die Bauarbeiten durch die Unterstützung von reichen Händlerfamilien in Pest und Buda. Die Ikonostase, ein Werk des Holzschnitzers Nikolaosz Ioánnu Talidorosz aus Eger, wurde um 1809 fertiggestellt. Die endgültige Form der Turmkuppel und der Fassade erhielt die Kirche 1873 durch den Architekten Miklós Ybl. Während der Belagerung von Budapest im Zweiten Weltkrieg wurde die Kirche stark beschädigt; 1945 stürzte einer der Kirchtürme ein. Die Fassade der zerstörten Kirche wurde 1953 restauriert, eine Innenrestaurierung erfolgte in den Jahren von 1991 bis 1996;  der fehlende Turm wurde 2008 wieder aufgebaut.

## Gottesdienste
Bis 1949 war die Liturgiesprache ausschließlich Griechisch und der offizielle Name der Gemeinde lautete übersetzt Griechisch gegründete ungarisch-orthodoxe Gemeinde. 1951 entschied das Staatliche Amt für Kirchenangelegenheiten auf Anweisung von Mátyás Rákosi, dass die Kirche in den Besitz des Moskauer Patriarchats überging. Seit den 2010er Jahren finden die Gottesdienste in ungarischer, griechischer und kirchenslawischer Sprache statt.

## Bilder

Petőfi tér an der Donau mit Kirche (um 1890)
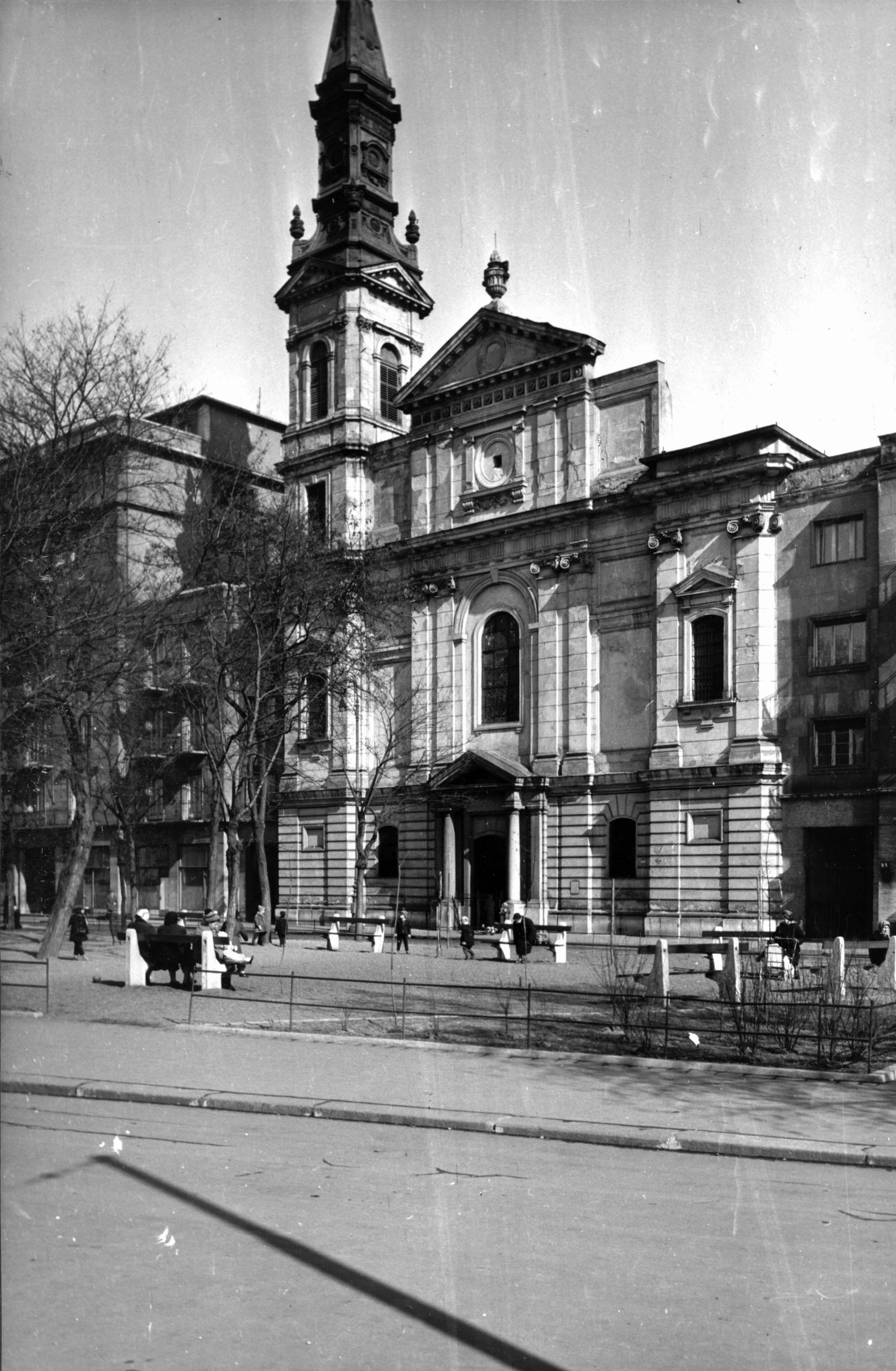
Kirche mit zerstörtem Turm (1961)
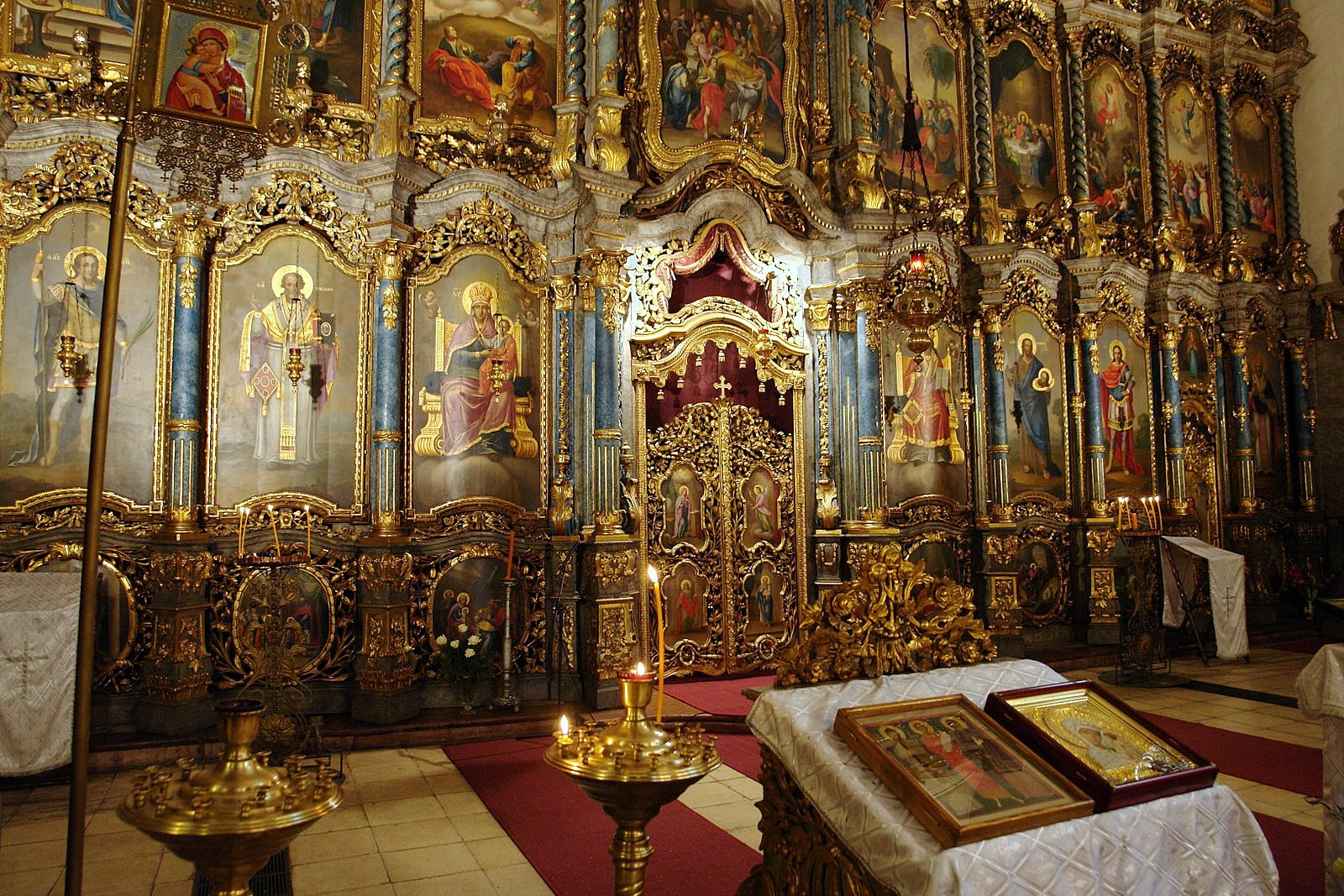
Ikonostase
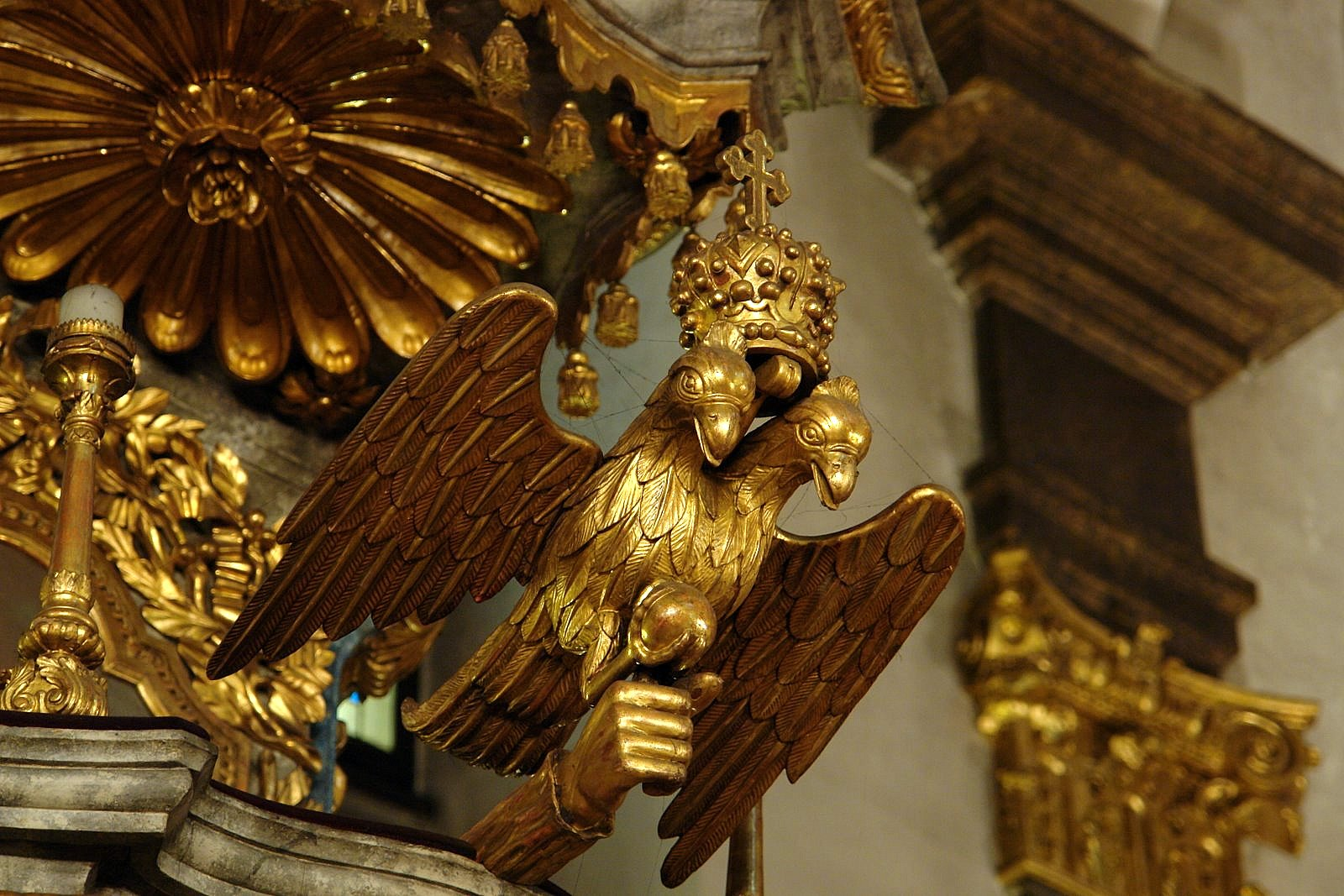
Vogelfigur an der Kanzel
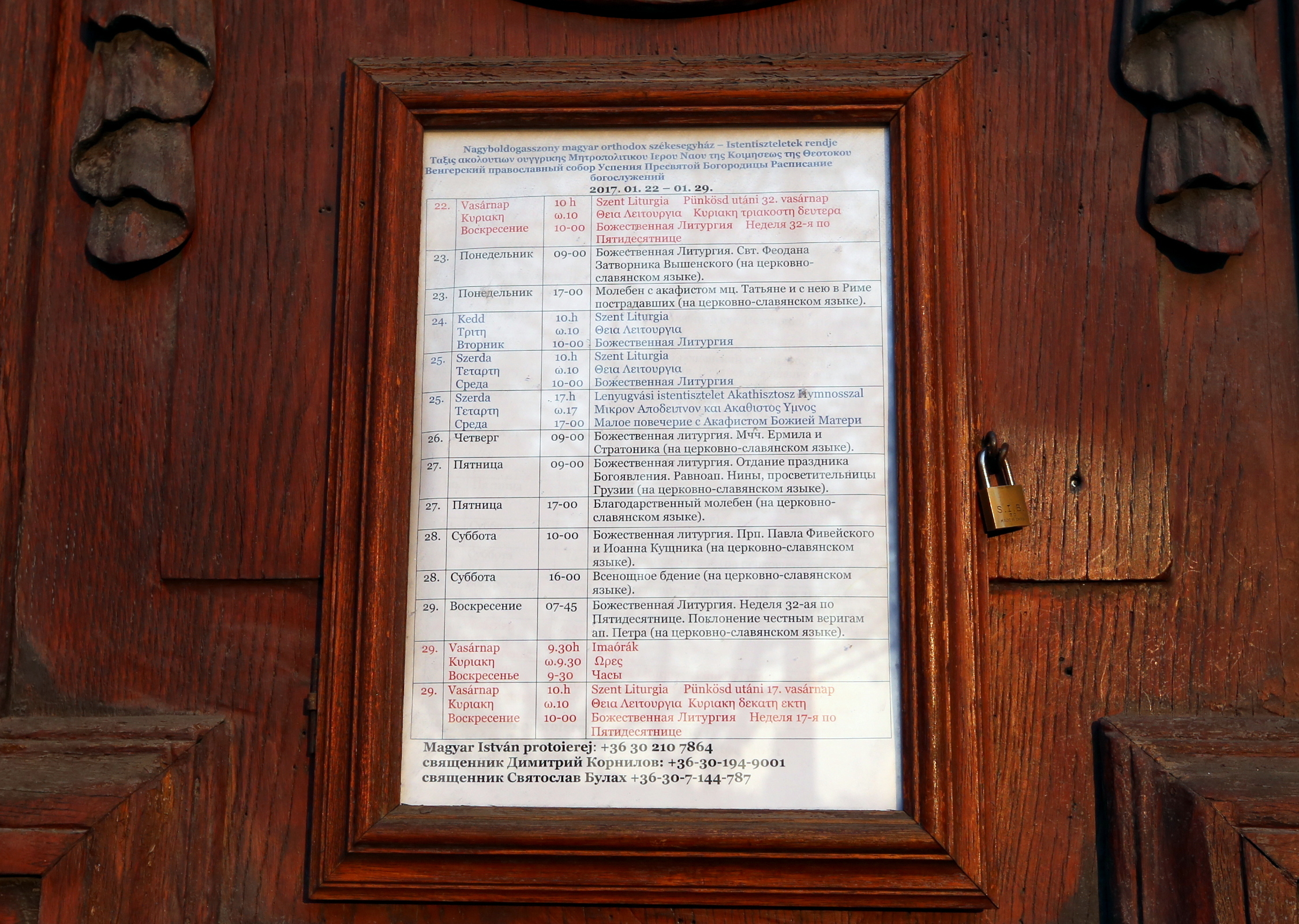
Gottesdienstkalender (dreisprachig)